# Junk (álbum)
Junk é o sétimo álbum de estúdio da banda francesa de eletrônica e shoegaze M83, lançado em 8 de abril de 2016 pela Naïve Records na França e pela Mute nos Estados Unidos. É o primeiro álbum desde de Digital Shades Vol. 1 sem Morgan Kibby (vocalista e tecladista).
Junk possuí três Singles: "Do it, Try it", "Solitude" e "Go!". Conta com aparições de Mai Lan, Steve Vai, Susanne Sundfør, Beck Hansen e Jordan Lawlor.

## Antecedentes
Morgan Kibby (ex vocalista e tecladista da banda) deixou a banda antes de começarem as sessões de gravação do álbum.Em 4 de março de 2016, Anthony Gonzalez anunciou que a musicista Kaela Sinclair substituiria Kibby no futuro tour de promoção de Junk. A música "Walkaway Blues" marca a primeira vez que Jordan Lawlor (J. Laser) escreveu e vocaliza uma trilha.
Gonzalez disse que foi inspirado nos antigos programas de televisão das décadas 70 e 80 na composição do álbum: "Eu sinto como se os programas de televisão estivessem começando a soar e parecer os mesmos. Não há mais paixão. Então esse álbum é uma homenagem para esses antigos programas." O famoso guitarrista Steve Vai fez uma aparição não creditada na música "Go!"!".

## Lista de Músicas
| N.º            | Título                                           | Duração |  |
| 1.             | "Do It, Try It"                                  | 3:37    |  |
| 2.             | "Go!" (participação de Mai Lan e Steve Vai)      | 3:55    |  |
| 3.             | "Walkway Blues" (participação de Jordan Lawlor)  | 4:49    |  |
| 4.             | "Bibi the Dog" (participação de Mai Lan)         | 3:54    |  |
| 5.             | "Moon Crystal"                                   | 2:26    |  |
| 6.             | "For the Kids" (participação de Susanne Sundfør) | 4:41    |  |
| 7.             | "Solitude"                                       | 6:03    |  |
| 8.             | "The Wizard"                                     | 2:25    |  |
| 9.             | "Laser Gun" (participação de Mai Lan)            | 4:16    |  |
| 10.            | "Road Blaster"                                   | 4:21    |  |
| 11.            | "Tension"                                        | 2:05    |  |
| 12.            | "Atlantique Sud" (participação de Mail Lan)      | 3:24    |  |
| 13.            | "Time Wind" (participação de Beck Hansen)        | 4:09    |  |
| 14.            | "Ludivine"                                       | 1:35    |  |
| 15.            | "Sunday Night 1987"                              | 4:00    |  |
| Duração total: | Duração total:                                   | 55:40   |  |